# Jokohama
Jokohama (jap. 横浜市 Yokohama-shi) – miasto w Japonii, drugie co do wielkości miasto w Japonii, największy port morski i jeden z większych ośrodków przemysłowych w kraju. Leży w środkowej części wyspy Honsiu (Honshū), w prefekturze Kanagawa, której jest stolicą. Miasto ma powierzchnię 437,71 km². W 2020 r. mieszkało w nim 3 778 318 osób, w 1 753 389 gospodarstwach domowych  (w 2010 r. 3 689 603 osoby, w 1 583 344 gospodarstwach domowych).
Miasto zajmuje półwysep znajdujący się w zachodniej części Zatoki Tokijskiej, w pobliżu ujścia rzeki Tsurumi do morza. Należy do największego azjatyckiego megalopolis Pas Taiheiyō.

## Historia
Miasto powstało w 1858 r. przez połączenie dwóch niewielkich wiosek – Jokohama i Kanagawa, których mieszkańcy trudnili się rolnictwem i rybołówstwem. Wtedy też zaczęto budowę portu, mogącego przyjąć przypływające z zagranicy statki handlowe. Już w następnym roku ogłoszono Jokohamę portem otwartym dla obcych jednostek.
W ciągu następnych dwóch dziesięcioleci stała się jednym z najważniejszych portów Wysp Japońskich i w 1889 r. osiągnęła liczbę 122 tys. mieszkańców. Znaczącymi krokami w rozwoju infrastruktury miejskiej była budowa sieci wodociągowej (1887) i elektryfikacja miasta (1890). Jednym z najdramatyczniejszych zdarzeń, jakie dotknęły miasto, było potężne trzęsienie ziemi 1 września 1923 r., podczas którego śmierć poniosło około 20 tys. osób, a w gruzach legło bądź spłonęło 60 tys. budynków. Dzięki wielkiemu wysiłkowi władz i mieszkańców miasto odbudowano do końca 1929 r.
W 1931 r. prowadzone u ujścia rzeki Tsurumi prace doprowadziły do osuszenia znacznych terenów, na których zbudowano potem wiele obiektów przemysłowych.
Kolejne dramatyczne chwile miasto przeżyło podczas amerykańskich bombardowań w 1945 r. Do najtragiczniejszego nalotu doszło 29 maja, kiedy zginęło ponad 14 tys. osób, a zniszczeniu uległo prawie 80 tys. budynków, 42% miasta zamieniono w popiół.

## Klimat
Klimat jest łagodny, na co niewątpliwie wpływ ma nadmorskie położenie miasta. Średnia temperatura roku to 16–17 °C, przy średnich stycznia i sierpnia wynoszących odpowiednio 5,6 °C i 26,4 °C. Roczna suma opadów osiąga 1630 mm, a ich maksimum przypada na czerwiec i wrzesień (odpowiednio 190 i 230 mm).

## Galeria

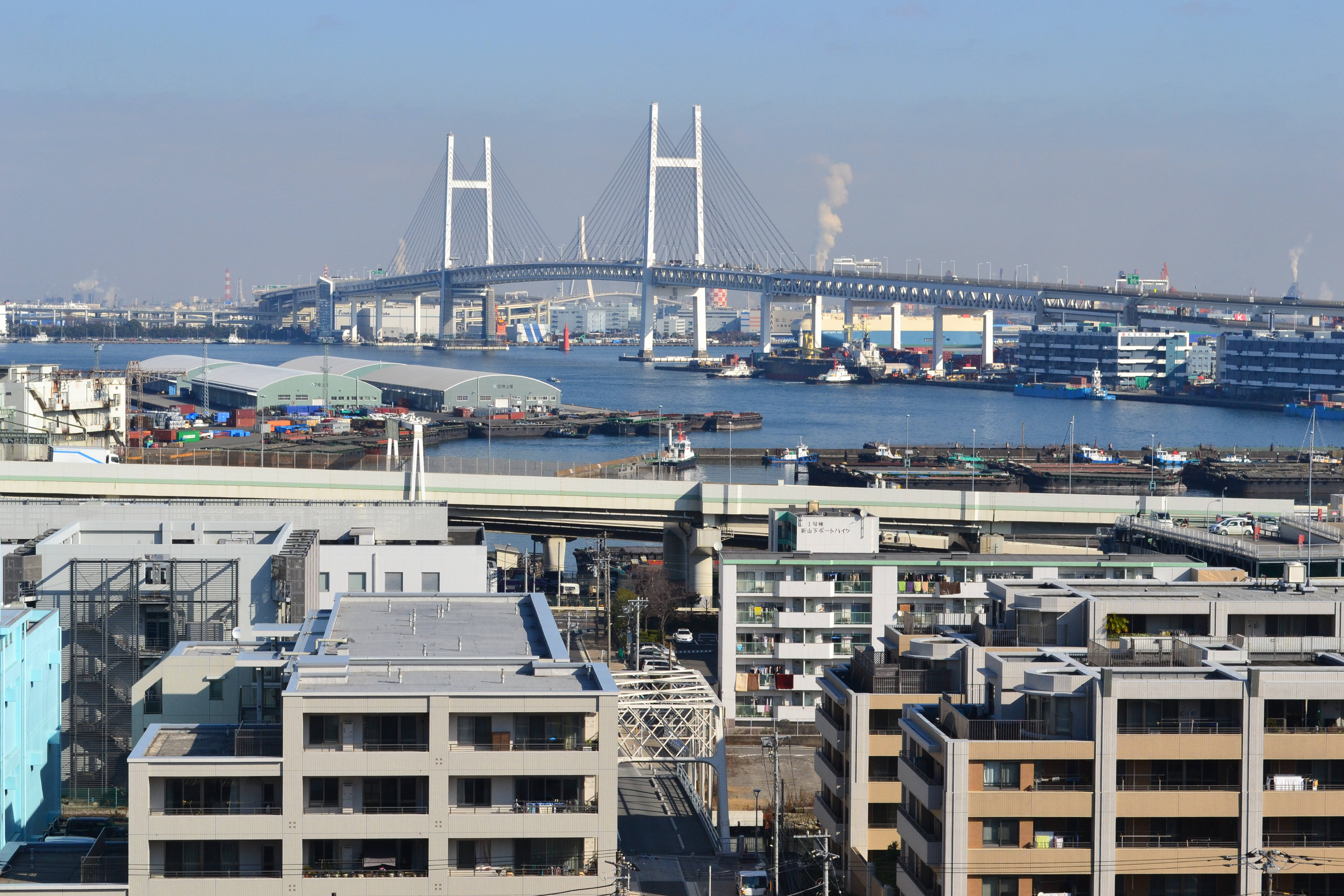
Yokohama Bay Bridge
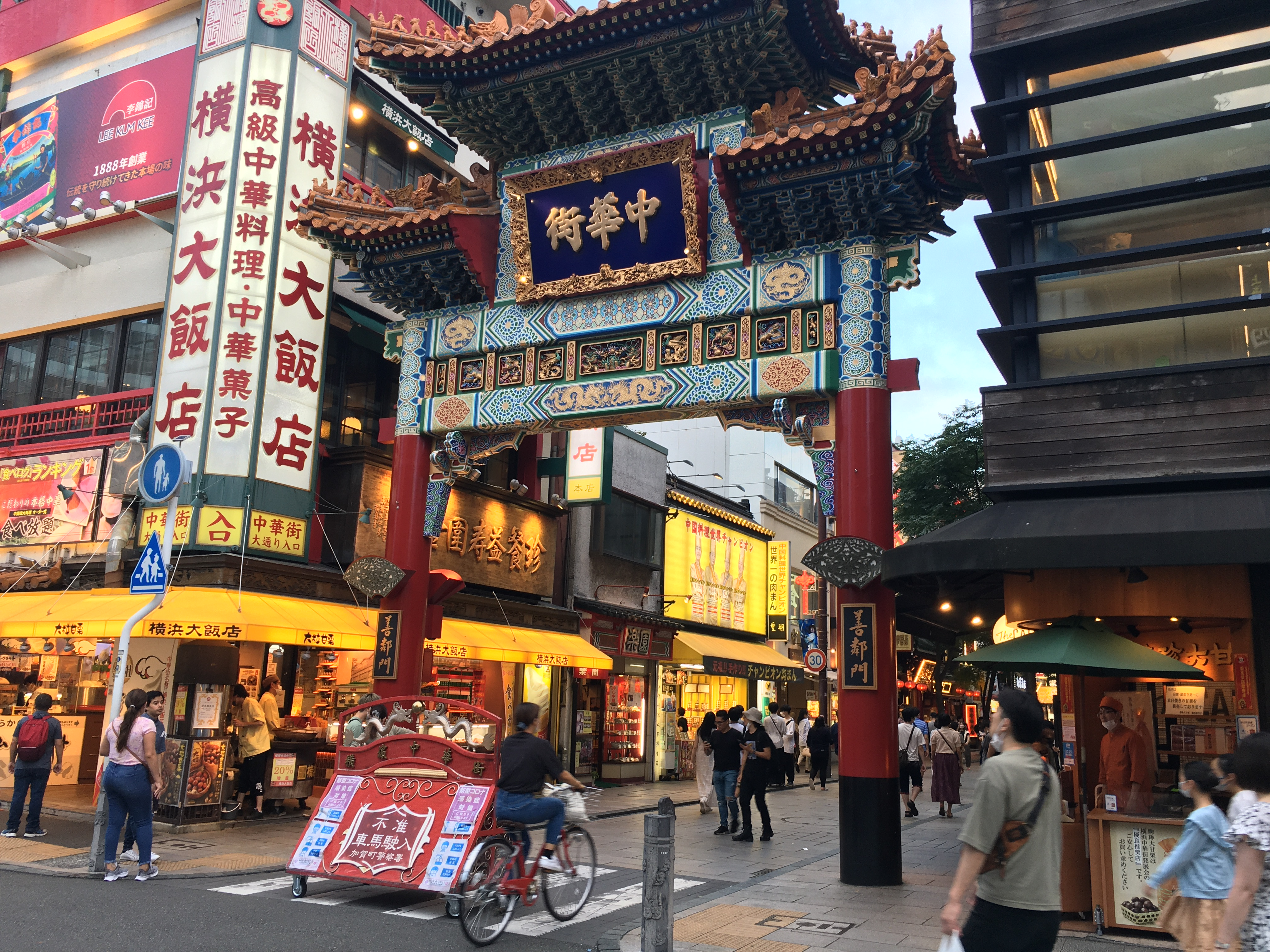
Yokohama Chinatown (2022)
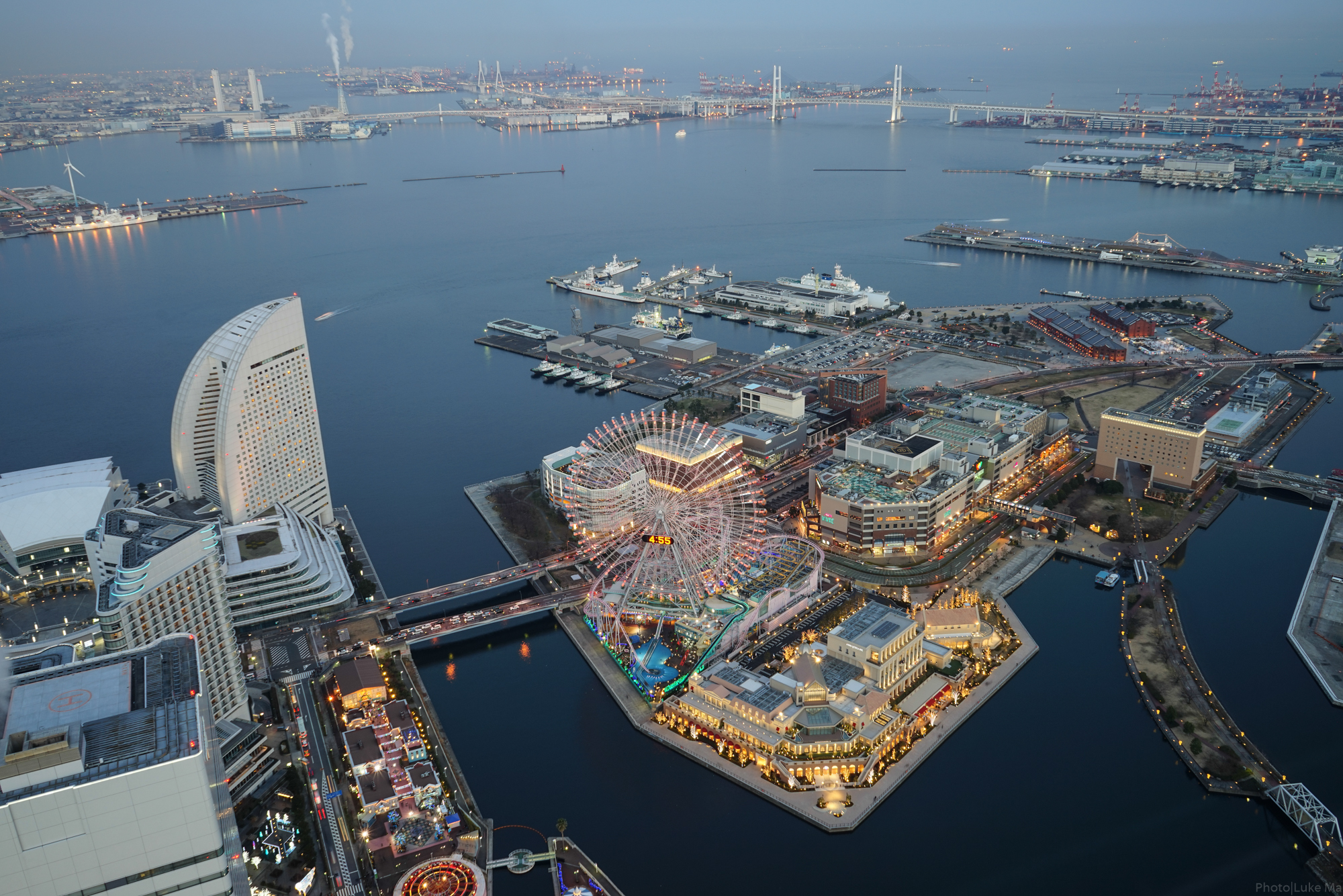
Panorama portu
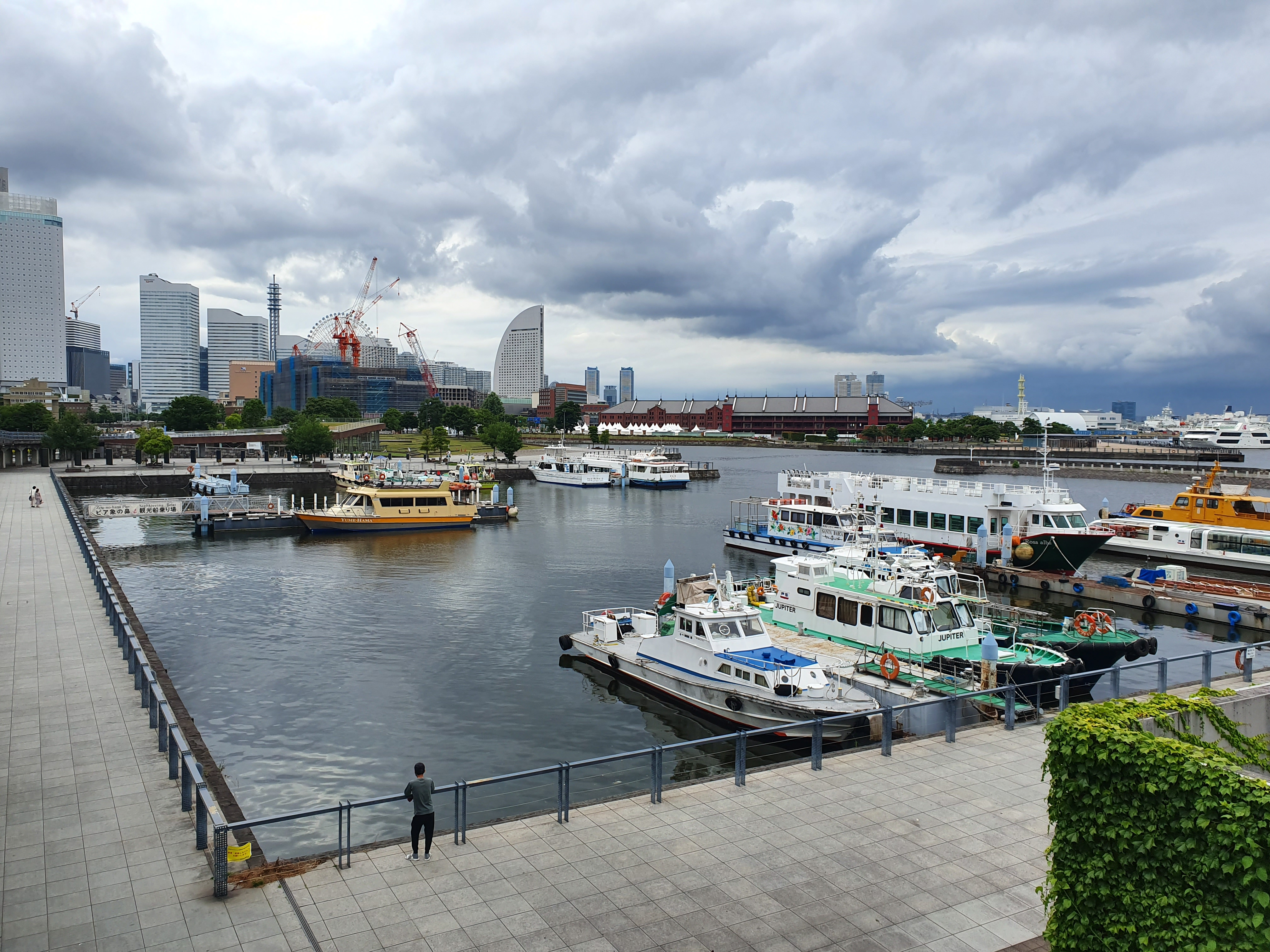
Terminal pasażerski
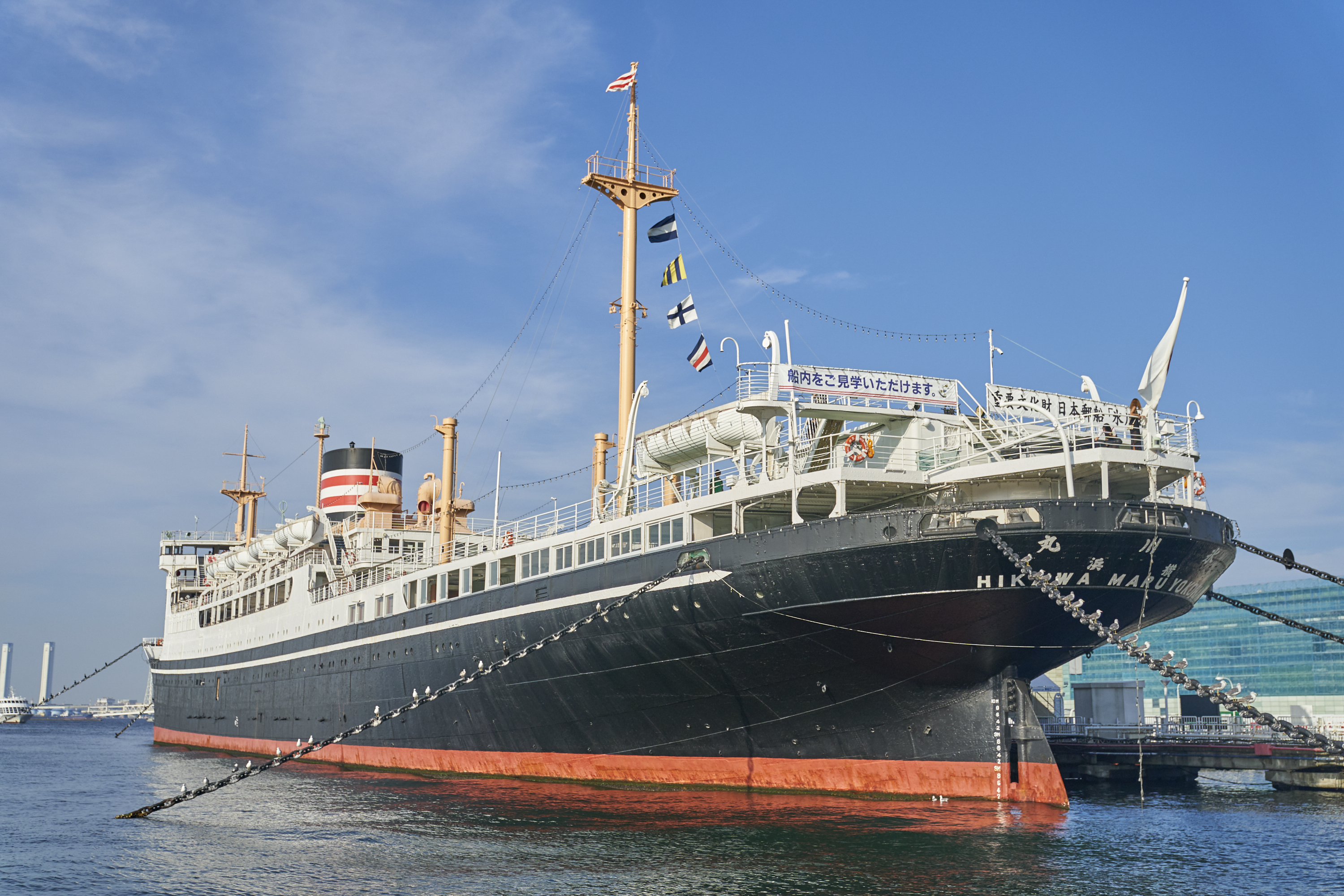
Muzeum statków "氷川丸"

## Dzielnice miasta
Jokohama podzielona jest na 18 dzielnic:

1. Tsurumi (鶴見区)
2. Kanagawa (神奈川区)
3. Nishi (西区)
4. Naka (中区)
5. Minami (南区)
6. Hodogaya (保土ケ谷区)
7. Isogo (磯子区)
8. Kanazawa (金沢区)
9. Kōhoku (港北区)
10. Totsuka (戸塚区)
11. Kōnan (港南区)
12. Asahi (旭区)
13. Midori (緑区)
14. Seya (瀬谷区)
15. Sakae (栄区)
16. Izumi (泉区)
17. Aoba (青葉区)
18. Tsuzuki (都筑区)

Niemal całą nadmorską część centrum zajmują nabrzeża portowe, infrastruktura do przeładunku towarów i magazyny.
| Nazwa        | Nazwa        | Nazwa      | Powierzchnia (km²) | Ludność   | Kod jednostki | Mapa |
| Polska nazwa | Rōmaji       | Kanji      | Powierzchnia (km²) | Ludność   | Kod jednostki | Mapa |
| ------------ | ------------ | ---------- | ------------------ | --------- | ------------- | ---- |
| Aoba         | Aoba-ku      | 青葉区     | 35,22              | 310 699   | 14117         |      |
| Asahi        | Asahi-ku     | 旭区       | 32,73              | 245 272   | 14112         |      |
| Hodogaya     | Hodogaya-ku  | 保土ケ谷区 | 21,93              | 207 816   | 14106         |      |
| Isogo        | Isogo-ku     | 磯子区     | 19,05              | 166 795   | 14107         |      |
| Izumi        | Izumi-ku     | 泉区       | 23,58              | 152 452   | 14116         |      |
| Kanagawa     | Kanagawa-ku  | 神奈川区   | 23,72              | 247 322   | 14102         |      |
| Kanazawa     | Kanazawa-ku  | 金沢区     | 30,96              | 199 033   | 14108         |      |
| Kōhoku       | Kōhoku-ku    | 港北区     | 31,40              | 358 678   | 14109         |      |
| Kōnan        | Kōnan-ku     | 港南区     | 19,90              | 215 196   | 14111         |      |
| Midori       | Midori-ku    | 緑区       | 25,51              | 183 147   | 14113         |      |
| Minami       | Minami-ku    | 南区       | 12,65              | 198 054   | 14105         |      |
| Naka         | Naka-ku      | 中区       | 21,44              | 151 388   | 14104         |      |
| Nishi        | Nishi-ku     | 西区       | 7,03               | 104 917   | 14103         |      |
| Sakae        | Sakae-ku     | 栄区       | 18,52              | 120 263   | 14115         |      |
| Seya         | Seya-ku      | 瀬谷区     | 17,17              | 122 671   | 14114         |      |
| Totsuka      | Totsuka-ku   | 戸塚区     | 35,79              | 283 908   | 14110         |      |
| Tsurumi      | Tsurumi-ku   | 鶴見区     | 33,23              | 297 555   | 14101         |      |
| Tsuzuki      | Tsuzuki-ku   | 都筑区     | 27,87              | 213 152   | 14118         |      |
| Jokohama     | Yokohama-shi | 横浜市     | 437,71             | 3 778 318 | 14100         |      |

## Populacja
Zmiany w populacji Jokohamy w latach 1970–2015:
| Rok  | Populacja |
| ---- | --------- |
| 1970 | 2 238 253 |
| 1975 | 2 621 771 |
| 1980 | 2 773 674 |
| 1985 | 2 992 926 |
| 1990 | 3 220 331 |
| 1995 | 3 307 136 |
| 2000 | 3 426 651 |
| 2005 | 3 579 628 |
| 2010 | 3 689 603 |
| 2015 | 3 724 844 |
| 2020 | 3 778 318 |

## Gospodarka
W Jokohamie rozwija się przemysł: stoczniowy, maszynowy, elektroniczny i elektrotechniczny, środków transportu, chemiczny, rafineryjny, włókienniczy, odzieżowy, szklarski, hutniczy i spożywczy.